# Bulldog Turner
Pour les articles homonymes, voir Turner.
College Football Hall of Fame 1960
Pro Football Hall of Fame 1966
(en) Statistiques sur pro-football-reference
Clyde Douglas « Bulldog » Turner (né le 10 mars 1919 à Plains et mort le 30 octobre 1998 à Gatesville) est un joueur et entraineur américain de football américain. Il a joué douze saisons avec les Bears de Chicago et a entrainé pendant une saison les Titans de New York.

## Carrière

### Controverse à sa sortie de l'université
Turner fait ses études à l'Université d'Hardin-Simmons et est choisi au premier tour par les Bears de Chicago. Au vu de ce choix, Turner ne se réjouit pas d'être intégré à la franchise de Chicago et se voit même verser 200 $ par les Lions de Detroit pour qu'il reste à l'écoute de propositions d'autres clubs dont les Lions.
Le pot aux roses étant découvert, Detroit est condamné à payer une amende de 5000 $.

### Débuts prodigieux avec Chicago
Lors de sa première saison en NFL, Turner intercepte son premier ballon. Ses performances lui attirent une certaine renommée car il est sélectionné dans la First-team All-Pro lors de ses deux premières saisons. Il remporte aussi le titre de champion de la NFL en 1940 et 1941.

### Des titres et des exploits
La saison 1942 le voit faire huit interceptions (dont quatre en cinq matchs de saison régulière), devenant le joueur ayant intercepté le plus de passes lors de cette saison ; il remporte un nouveau titre de champion de la NFL avec les Bears en 1943.
Après une saison 1943 correcte mais sans faits majeurs pour « Bulldog », la saison 1944 le voit intercepter deux passes et s'essayer au poste de running back en faisant un rush, parcourant une distance de 48 yards. En 1945, il joue très peu en alignant deux matchs.
En 1946, il remporte son quatrième et dernier titre de sa carrière. Lors de la saison 1947, il effectue une interception et remonte tout le terrain, parcourant une distance de 96 yards, inscrivant ainsi un touchdown.

### Fin de carrière
Après une saison 1948 où il fait deux interceptions, il ne réussit plus à intercepter un ballon, se contentant d'effectuer le snap et de protéger son quarterback. Il fait encore quatre saisons avec les Bears avant de ranger le casque et de prendre sa retraite.

## Courte carrière d'entraineur
Bulldog Turner est appelé à entraîner les Titans de New York, ce qu'il accepte, remplaçant le légendaire Sammy Baugh. Mais durant cette saison 1962, il ne peut faire mieux qu'un score de 5-9-0. Il n'est pas conservé et est remplacé par Weeb Ewbank.